# Bachwiesengraben (Main, Waigolshausen)
Der Bachwiesengraben ist ein gut ein Kilometer langer Bach in den Gäuplatten des Maindreiecks und im Schweinfurter Becken, der im unterfränkischen Landkreis Schweinfurt verläuft und von rechts in den Main mündet.

## Geographie

### Verlauf

#### Quellgebiet
Der Bachwiesengraben entspringt in der Gäufläche des nördlichen Maindreiecks auf einer Höhe von 232 m ü. NHN im Waigolshausener Gemeindeteil Hergolshausen. Die Quelle liegt am Nordfuße der Stiegelhöhe, etwa 160 Meter östlich der katholischen Pfarrkirche St. Peter und Paul, einem neugotischen Saalbau mit eingezogenem Chor sowie einem östlich vorgestellten Turm mit Spitzhelm aus dem Jahr 1870, mitsamt historischer Ausstattung. In der Lindenstraße, zwischen der Kirche und der Quelle, steht eine Pietà, eine Sandsteinfigurengruppe eines Vesperbildes mit trauerndem Putto auf einem Postament mit Inschriftenkartusche aus dem 18. Jahrhundert, und schräg gegenüber, auf der anderen Straßenseite, wurde 1744 eine Statue des heiligen Johannes Nepomuk aufgestellt.
Geologisch besteht die Talfüllung aus polygenetischen, pleistozänen bis holozänen Ablagerungen wie Lehm oder Sand, teils auch mit Kiesanteilen. Im Talboden dominieren kalkhaltige Gley- und Kalkgley-Kolluvisole. Die angrenzenden Hänge bestehen aus pleistozänen Löss- oder Lösslehmdecken, die als feinsandige, karbonatische oder karbonatfreie Schluffe bzw. tonige Schluffe ausgebildet sind. Auf den Anhöhen der linken Talseite treten nahezu ausschließlich (Para-)Rendzinen aus schluffigem bis tonigem Grus auf, während auf der rechten Seite überwiegend Parabraunerden entwickelt sind.

#### Weiterer Verlauf
Der Bachwiesengraben fließt zunächst in nordöstlicher Richtung durch das Pfarrdorf an einer nordexponierten Böschung entlang, die von Trümmergelände und alten Mauerresten durchzogen und mit hochgewachsenen Eschen sowie artenreichem Gebüsch aus Holunder, Hartriegel und Schlehen bewachsen ist. Anschließend verschwindet der Bach in den Untergrund, unterquert eine Straße, auf der ein örtlicher Wander- und ein Radweg verlaufen, und setzt dann seinen Lauf verdolt, am nördlichen Rand eines kleinen Friedhofs fort. An der nahegelegenen Mainstraße steht ein einfach gehauenes Steinkreuz mit ausschwingendem Fuß und Inschrift auf der Schauseite aus dem Jahre 1627 sowie gegenüber ein Bildstock aus Sandstein mit der Jahreszahl 1581, auf dessen vierseitigem Aufsatz Darstellungen der Kreuzigung mit einer Pietà und dem Heiligen Petrus zu finden sind. Jenseits des Unteren Bachwiesenwegs tritt der Bachwiesengraben neben einem weiteren Bildstock wieder an die Oberfläche. Dieses 1713 errichtete Sandsteindenkmal zeigt auf dem Reliefaufsatz eine Darstellung der Kreuzigung und steht auf einer Rundsäule über einem Sockel.
Der Bach verläuft kurz entlang des auf seiner rechten Seite gelegenen Unteren Bachwiesenwegs, durchfließt dabei eine kleine Streuobstwiese  und unterquert anschließend diesen Weg. Er zieht, begleitet von dem Radweg auf seiner rechten Seite, durch ein schmales, u-förmiges Tal an einem kleinen Klärwerk mit drei Becken vorbei. Er verläuft dabei an seiner linken Seite entlang der Hangkante der Bachweinberge, die mit Weinreben bestockt sind und in die intensiv bewirtschaftete Agrarlandschaft der anschließenden Hochfläche übergehen. Die Lage gehört zur Hergolshäuser Mainleite und ist Teil der Großlage Kirchberg. Zwischen den Rebflächen liegen an den Steilhängen extensiv beweidete, magere Salbei-Glatthaferwiesen, auf denen Obstbäume wachsen. Im Norden auf der Hochfläche liegen die Überreste dreier Siedlungen aus vor- und frühgeschichtlicher Zeitstellung. Auf der gegenüberliegenden Seite erstrecken sich Streuobstwiesen, in denen neben zahlreichen Obstbäumen auch Eichen und Haselnusssträucher vorkommen. Zudem hat sich ein artenreicher Gehölzsaum aus Hartriegel, Schlehe und Wildrosen ausgebreitet. Ein wenig südlich liegen dort die Überbleibsel einer Siedlung der Linearbandkeramik. Im Tal dazwischen verläuft ein Grünstreifen, der allmählich in intensiv genutztes Ackerland übergeht. 
An den beiderseitigen Talhängen stehen Obere Tonstein-Gelbkalk-Schichten der Erfurt-Formation des Unteren Keupers aus der Mitteltrias an. Sie bestehen aus einer Wechsellagerung von Ton- und Mergelsteinen in grauen, schwarzgrauen, graugrünen und rotbraunen Farbtönen sowie aus gelbgrauen bis grauen, gebankten bis plattigen Dolomitsteinen und schluffigem, feinkörnigem Sandstein in grüngrauer oder rötlicher Färbung. Darüber lagern fast ausschließlich (Para-)Rendzinen, entwickelt aus schluffigem bis tonigem Grusmaterial karbonatischer Herkunft, häufig mit einer flachen Deckschicht aus grusführendem Carbonatschluff oder -lehm.

#### Mündung
Der Bachwiesengraben fließt am Nordfuße des 241 m hohen Rödersbergs entlang, unterquert noch die  SW 22, wechselt dabei ins Schweinfurter Becken und mündet schließlich, aus westlicher Richtung kommend, rund 200 Meter südlich der Gemeindegrenze von Bergrheinfeld zu Waigolshausen, etwas unterhalb des Sportboothafens des Schweinfurter Yacht- und Wassersportclubs, auf einer Höhe von 200 m ü. NHN von rechts in den aus dem Norden heranströmenden Main. Sein ungefähr 1,3 Kilometer langer Lauf endet etwa 32 Höhenmeter unterhalb seiner Quelle, er hat somit ein mittleres Sohlgefälle von circa 25 ‰. 
Auf der anderen Seite des Mains liegt dort das Naturschutzgebiet Garstadter Holz

### Einzugsgebiet
Das Einzugsgebiet liegt in den Mainfränkischen Platten und wird über den Main und den Rhein zur Nordsee entwässert.  Es wird überwiegend ackerbaulich genutzt; besiedelt ist vor allem der Bereich um den Waigolshäuser Gemeindeteil Hergolshausen.